# Тапакуло діадемовий
Тапакуло діадемовий (Scytalopus schulenbergi) — вид горобцеподібних птахів родини галітових (Rhinocryptidae).

## Поширення
Вид поширений на східному схилі Анд на висоті від 2900 до 4300 м від Кордильєра-де-Вільканота в департаменті Куско в Перу на південний схід до департаменту Кочабамба в Болівії. Трапляється в бамбукових лісаз та інших густих зарослях вологого гірського лісу поблизу лінії дерев на висоті від 2800 до 3400 м над рівнем моря.

## Опис
Дрібний птах завдовжки 10 см; два самця важили 15,2 і 17 г. Вид отримав свою назву від сріблястої передньої кромки самців і надбрів'я, виділеного чорною «маскою» під верхньою частиною. Верхня частина тіла самця темно-сіра з коричневим відтінком, має помаранчево-червоний круп із темними смугами. Знизу він сірий. Боки та підхвістя, як і круп, помаранчево-червоні з темними смугами. Самиця подібна, але «діадема» менша і тьмяніша, а коричневі частини верхніх частин темніші.